# Ambasada RP w Reykjavíku
Ambasada Rzeczypospolitej Polskiej w Reykjavíku (isl. Sendiráð Lýðveldísins Póllands í Reykjavík) – polska misja dyplomatyczna w stolicy Republiki Islandii.

## Placówka
Polska nawiązała stosunki dyplomatyczne z Islandią w 1946. W 2008 otwarto Konsulat Generalny RP w Reykjavíku. Do momentu przekształcenia placówki w Ambasadę w kwietniu 2013 jedyną konsul generalną była Danuta Szostak. Przed ustanowieniem ambasady w Islandii akredytowani byli ambasadorowie rezydujący w Oslo.